# New Berlin, Pennsylvania
New Berlin är en kommun av typen borough i Union County i Pennsylvania. Vid 2010 års folkräkning hade New Berlin 873 invånare.